# 戦闘装着セット

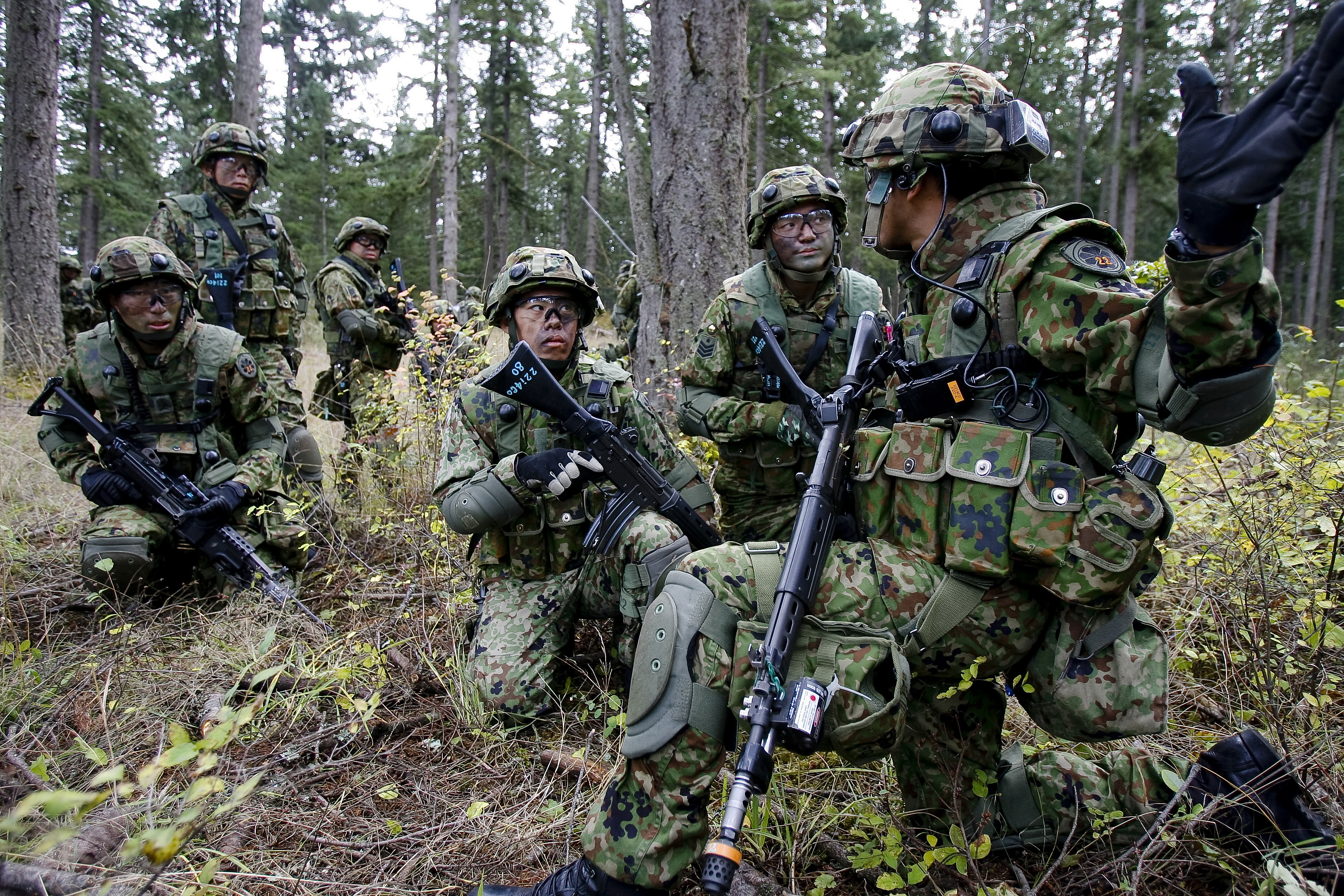
バトラーを装着して戦闘訓練を行う陸上自衛隊員。弾帯とサスペンダーを工夫してチェストリグにしている。また、全員がシューティンググラスを着用している

戦闘装着セット（せんとうそうちゃくセット）は、陸上自衛隊が運用する戦闘用被服・装具の一群を指す。
旧来、一連の制服類同様に被服費で調達していた戦闘行動用の個人被服・部隊被服の充実を図る目的で、昭和50年代から研究開発に着手し、平成初期に装備品として導入した。人体工学を考慮した設計や、それまでのOD色単色に代わる新型迷彩の採用による可視での偽装効果向上に加え、赤外線や紫外線などへの対策も施されており、以前の装備から大幅に進歩している。
各物品は一部を除き「戦闘○○○」という風にネーミングされている。また、通常の被服としても同様の物も存在するが名称などに違いがある。装備品の扱いだが、一部を除いて貸与被服同様に個人で管理するようになっている。
各名称は陸上自衛隊仕様書による。

## 衣類

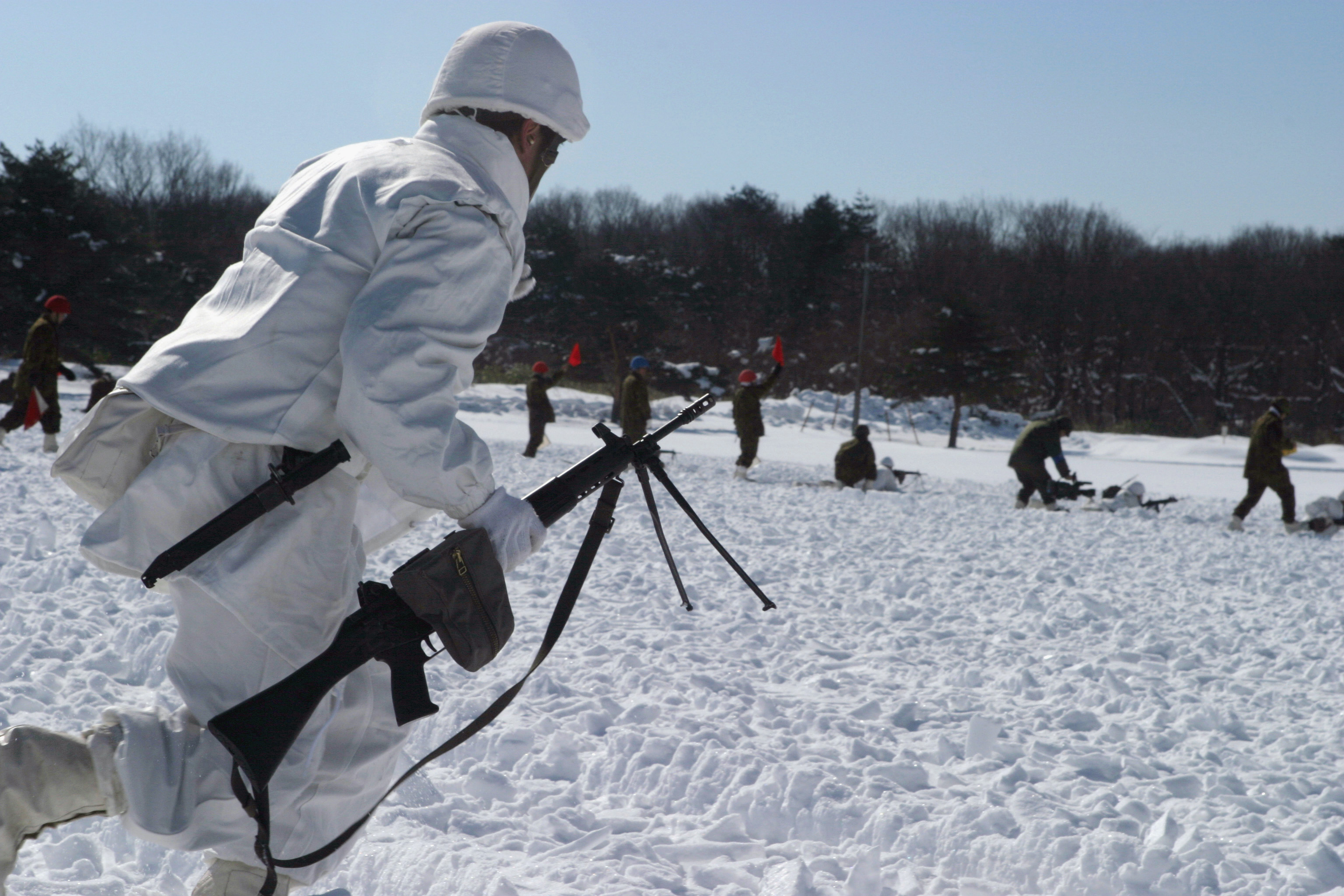
防寒戦闘白色外衣を着用した隊員

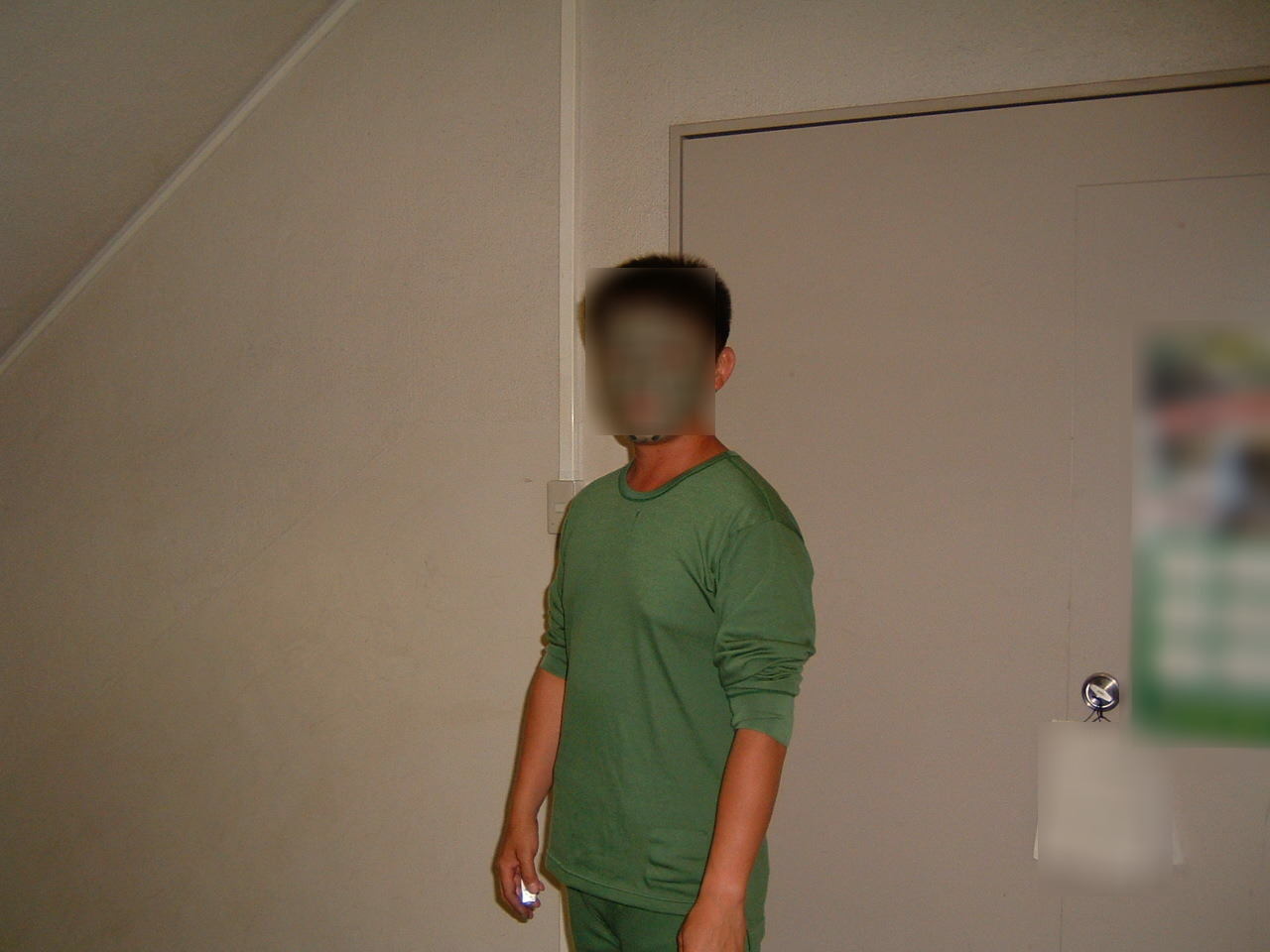
旧型の防寒戦闘服内衣（内）緑色の防寒衣類（見た目から「カエルスーツ」などの通称がある）

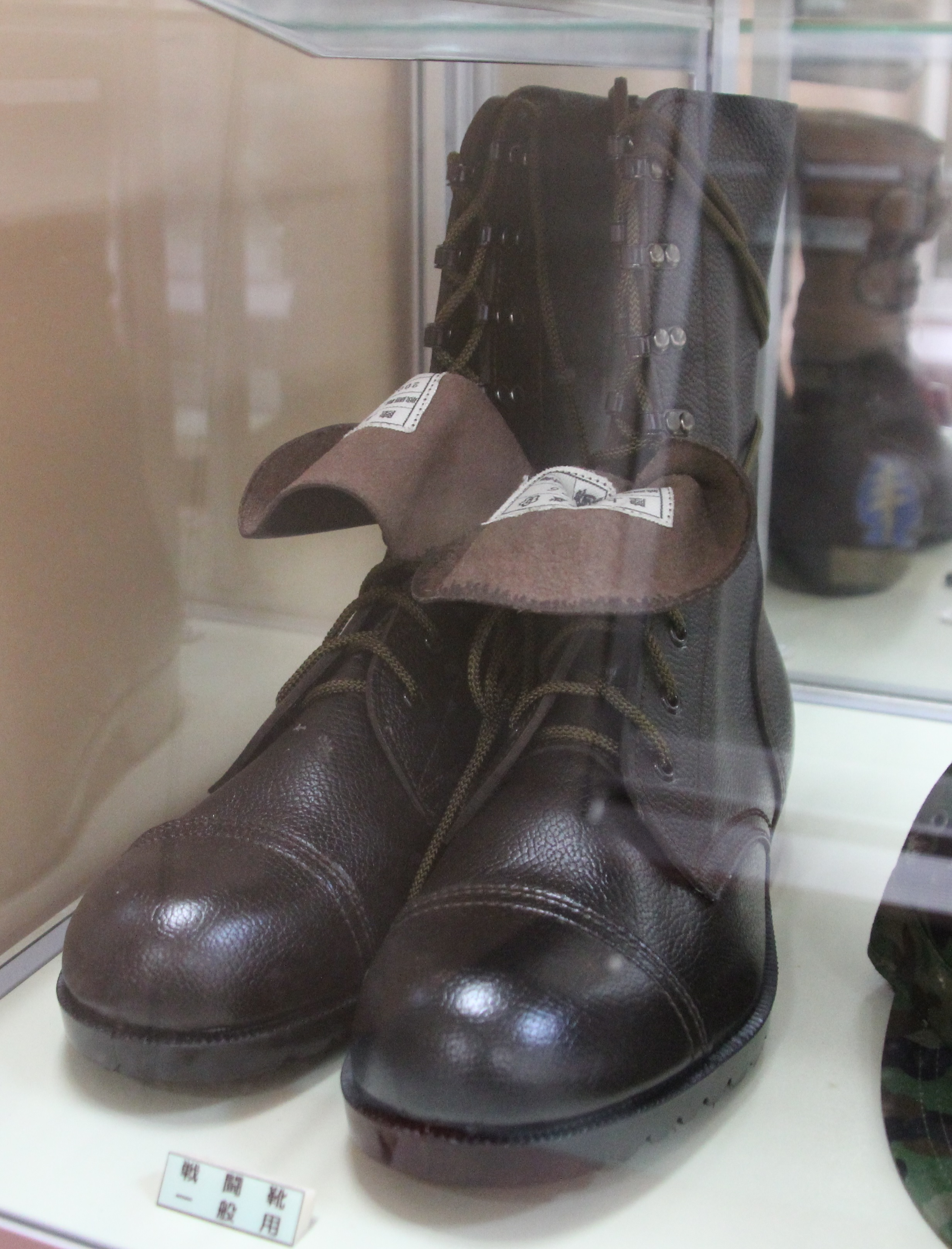
陸上自衛隊の戦闘装着セットとして納入された戦闘靴一般用

- 戦闘服 - 一般用のほか、若干仕様の異なる装甲用・空挺用・航空用などがある。現在の作業服・迷彩服は一般用と同じ仕様である。
- 戦闘下衣 - 「下衣」とはシャツのこと。始めは迷彩柄だったが、迷彩プリントの染色料が通気性を悪くするということで難燃素材を使用した無地のOD色に改められた。
- 防寒戦闘服内衣（内） 生地が緑色であり、上下着用した姿を元に「カエルスーツ」という隊員間の通称がある。
- 防寒戦闘服内衣（外） - 生地は緑色だが「ラクダ」という隊員間の通称がある。
- 防寒戦闘中衣 - 「モコモコ」や「羊スーツ」という隊員間の通称がある。
- 防寒戦闘服外衣 - 茶系の秋冬迷彩色。外気温に合わせて2枚の内衣、中衣とのレイヤリングで調節するようになっており、汗冷えの原因となる戦闘服を着ないようになっているが殆どそうされていない。
- 防寒戦闘白色外衣 - 冬期における部隊行動時に着用。白色で厚めの布製で、防寒戦闘服外衣の上に着用する。
- 戦闘雨具 - 「セパレーツ・カッパ」という隊員間の通称がある。使用する防水透湿素材はePTFE（ゴアテックス）の仕様とその他ポリウレタンの仕様がある。
- 戦闘靴 - ePTFE（ゴアテックス）を使用しているが、それでも蒸れるものは蒸れる。一般用のほか、仕様の異なる装甲用・空挺用・航空用などがある。
- 防寒戦闘靴 - スキー靴と兼用である。
- 戦闘手袋（改）・防寒手袋（一般用）・防寒手袋保温用
- 戦闘白色覆,手袋用
- 防寒戦闘面覆
- 防寒戦闘靴下
- 防寒戦闘尻当て- 後ろに巻く「前掛け」のような形状で、雪の上に座っても濡れない。

## 装具
- 88式鉄帽・鉄帽覆い- 個人管理せず火器類と同じく部隊で一括管理され、定期的な員数点検がされる。
- 戦闘つりバンド・白色つりバンド
- 戦闘弾帯（長・短）・白色弾帯
- 戦闘弾入れ（迷彩,1形,拳銃・小銃,64式7.62mm小銃,大・小）・白色弾入れ
- 戦闘飯ごう
- 戦闘水筒・水筒カップ・水筒覆,水筒,2形用・白色水筒覆い
- 戦闘ショベル・ショベル覆い・白色ショベル覆い
- 戦闘背のう,一般用（空挺用）・白色背のう覆い
- 戦闘雑のう,一般用（空挺用）・白色背のう覆い
- 仮眠覆い - 戦闘装着セット構成品ではないが、ポンチョと簡易タープとしての機能を持つ。
- 白色銃覆い - 戦闘装着セット構成品ではない。
- 戦闘防弾チョッキ- 個人管理せず火器類と同じく部隊で一括管理され、定期的な員数点検がされる。2型以降、戦闘装着セットから外れたのか品名に「戦闘～」を冠しておらず、最新の仕様は「18式防弾ベスト」となっている。

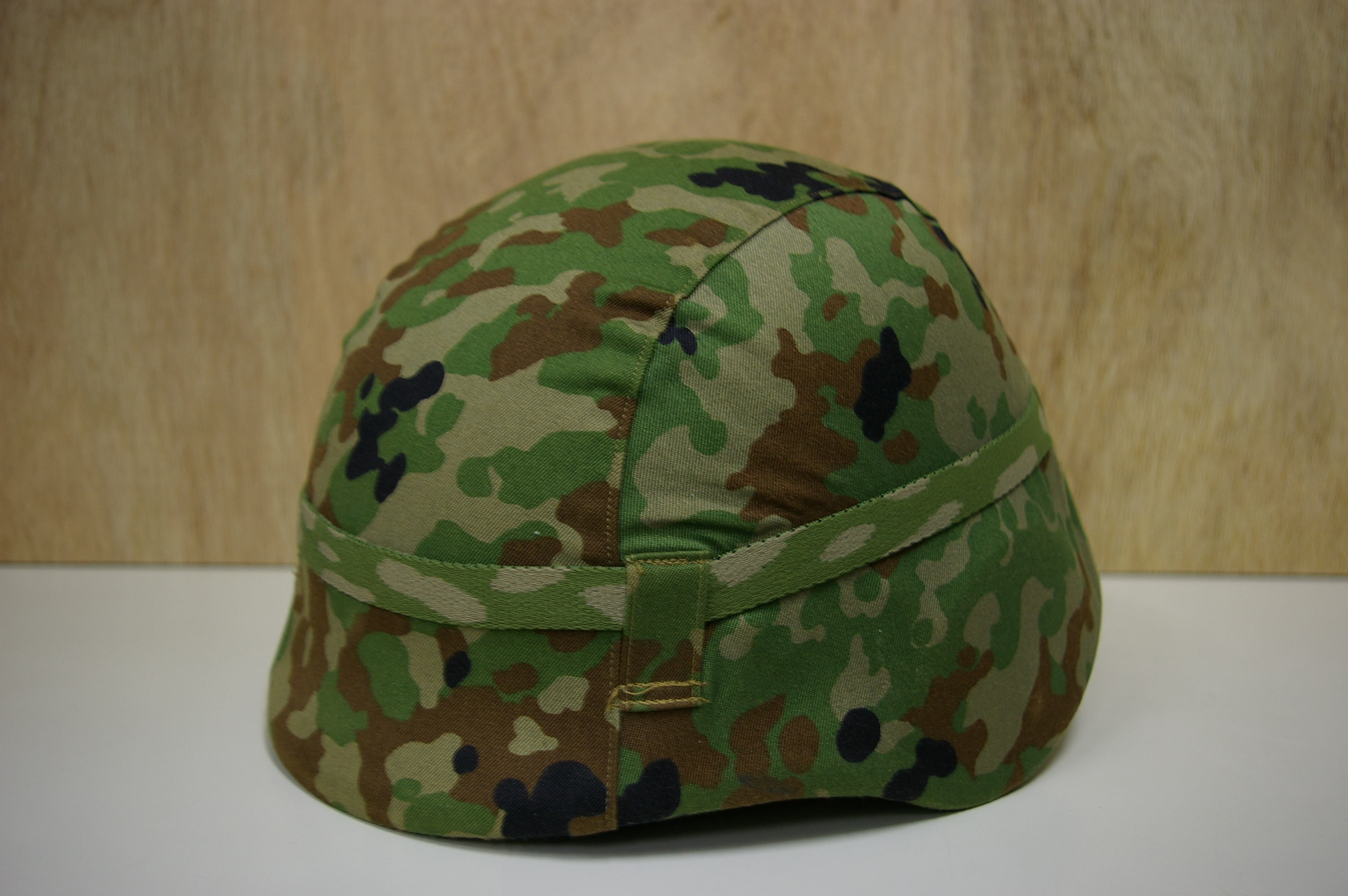
88式鉄帽
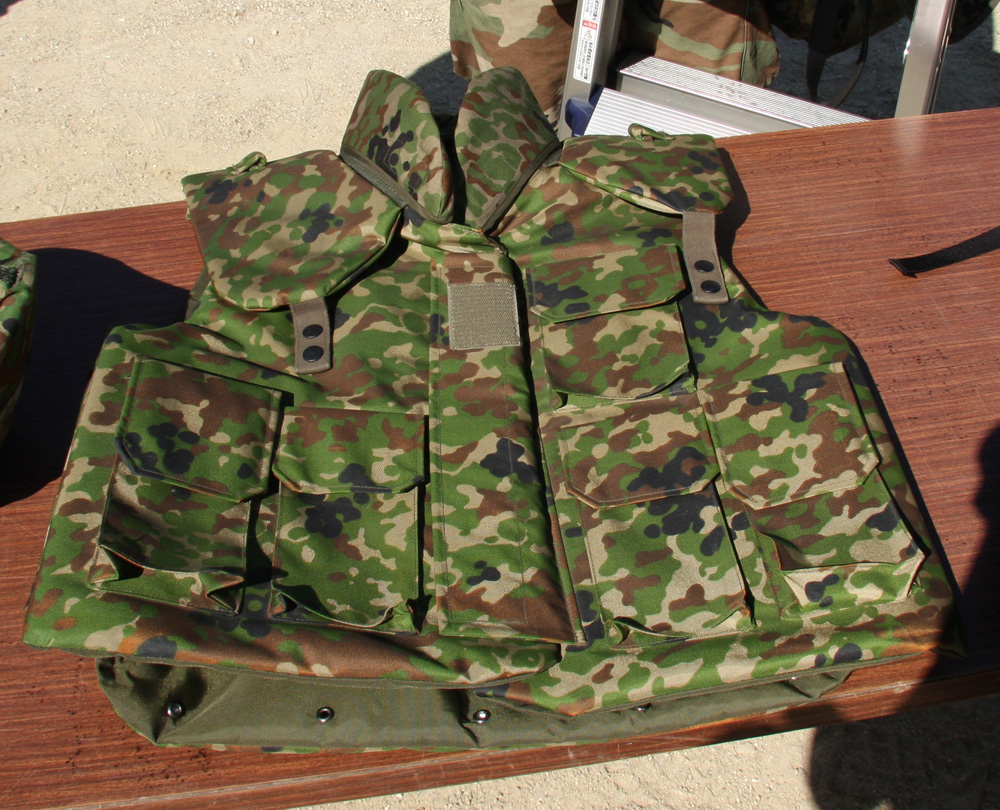
戦闘防弾チョッキ
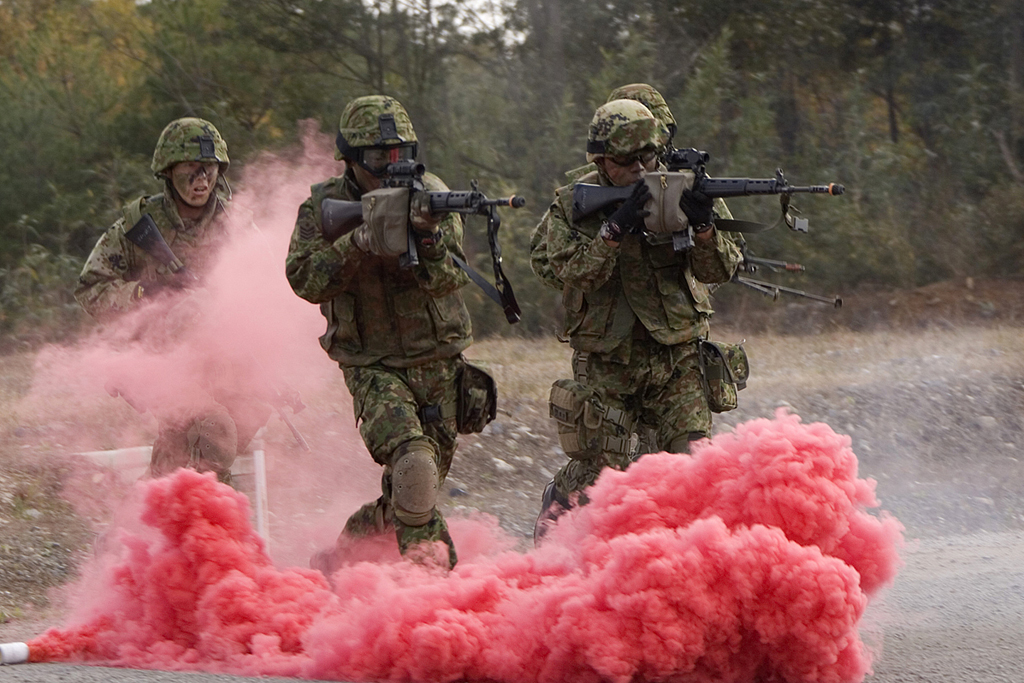
戦闘防弾チョッキを着用した隊員

## 2000年代から配備された衣類・装具
戦闘装着セット採用から10年以上経過し、それまでイラク派遣、市街地戦闘の重視、水陸機動団の新編など陸上自衛隊の任務に大きな変化があったことから従来品目の改善や新規品目の採用が多く行われた。また、腰に回していた弾帯をチェストリグのように胸の位置まで上げてサスペンダーで固定し、弾入れを全て正面に装着するなど、部隊での旧式装具の使用要領の工夫も見られるようになった。
- 戦闘服2型,一般用 - リップストップの生地になり強度を維持しつつ涼しくなった。
- 戦闘服2型,装甲用
- 戦闘服2型,空挺用
- 戦闘服,航空用
- 戦闘服,水陸一般用
- 戦闘服,水陸装甲用
- 防寒戦闘外衣2型
- 防寒戦闘服内衣2型 - 茶色。グリッド構造のフリース素材を採用。
- 戦闘下衣2型 - 茶色。通気性にムラの出る迷彩柄を廃止。裏地に速乾性、表地に難燃性のある素材を採用。
- 戦闘弾帯,2形
- 戦闘靴2型（一般用）
- 戦闘雨具3型
- 戦闘鉄帽覆（暗視眼鏡用）
- 戦闘ゴーグル
- 戦闘ゴーグル2型,眼鏡対応用
- 戦闘パット　→最新は戦闘肘膝あて
- 手榴弾のう
- 88式鉄帽2型
- 防弾チョッキ2型および2型(改)
- 防弾チョッキ3型および3型(改)
- 18式防弾ベスト
- 戦闘手袋2型（皮革部分の増加）
- 戦闘救急品袋・白色救急品袋　→個人携行救急品に代わり廃止
- 防弾盾
- （以下、需品器材でない個人装備だが、戦闘装着セットと合わせて使用される。）
- 個人用暗視装置 JGVS-V8（通信電子器材）
- 9mm拳銃用レッグホルスター（サファリランド 6004）（火器）
- 00式個人用防護装備（化学器材）
- 18式個人用防護装備
- 水のう（ハイドレーションシステム）
- 個人携行救急品（衛生器材）

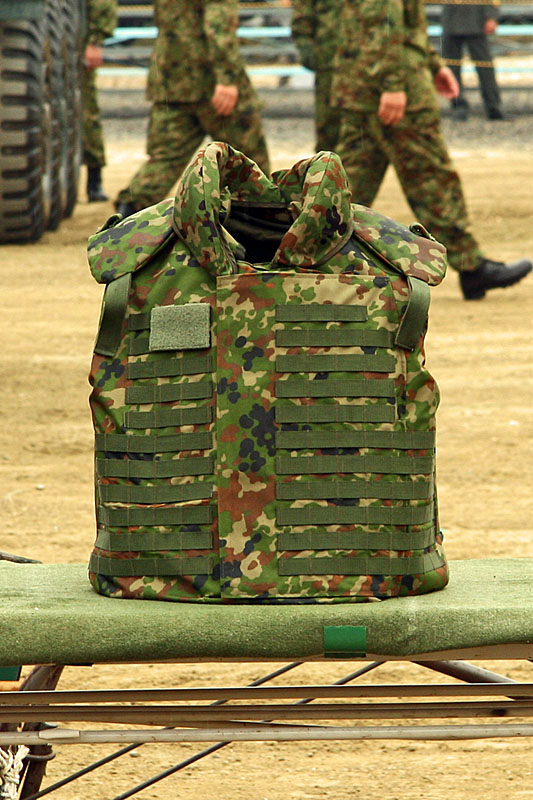
防弾チョッキ2型(改)
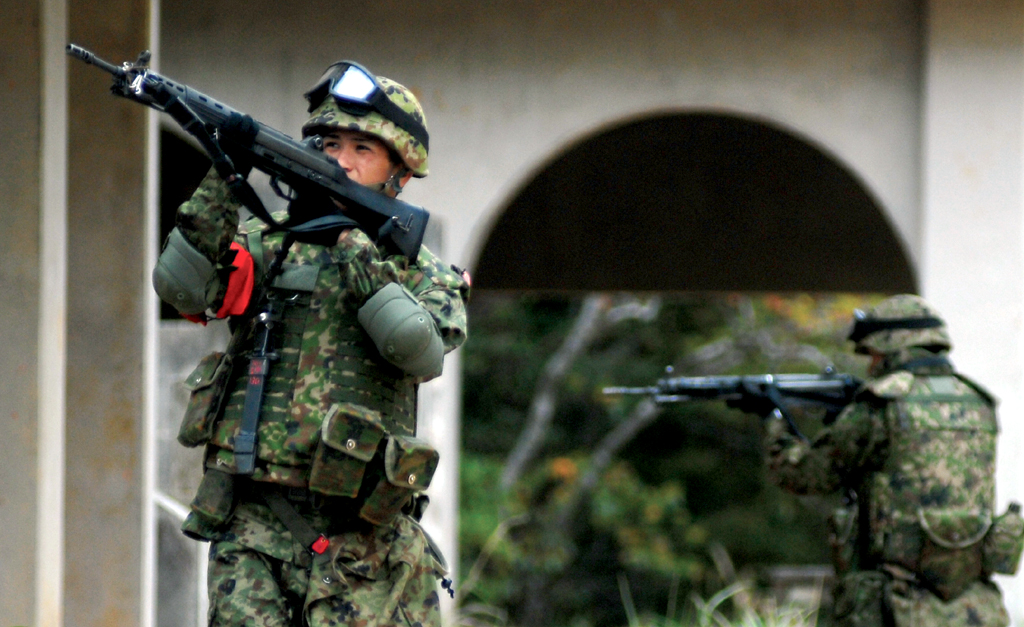
現在貸与されている最新の装備類で市街地戦闘訓練を行う
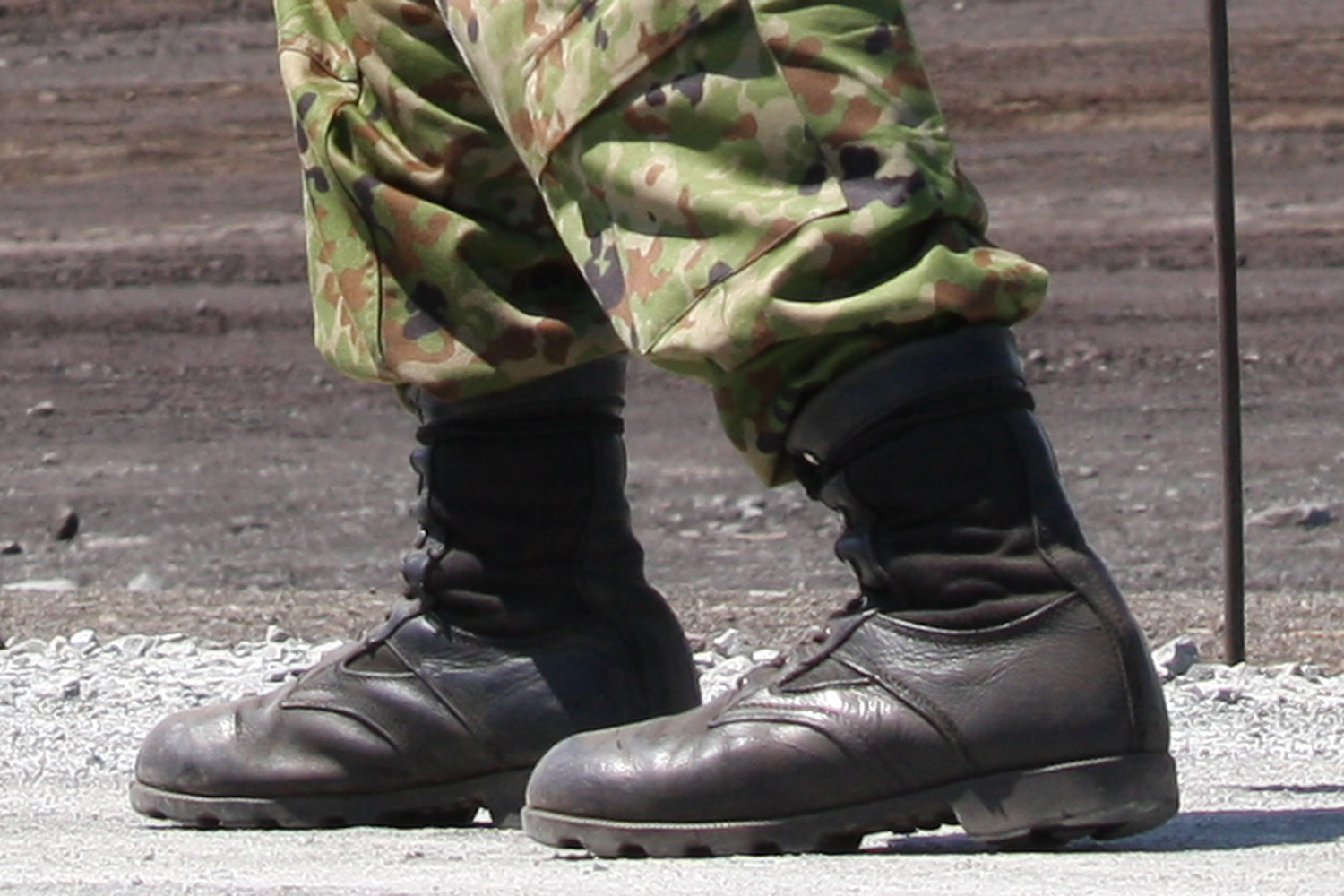
戦闘靴2型

## 海外派遣用被服・装具

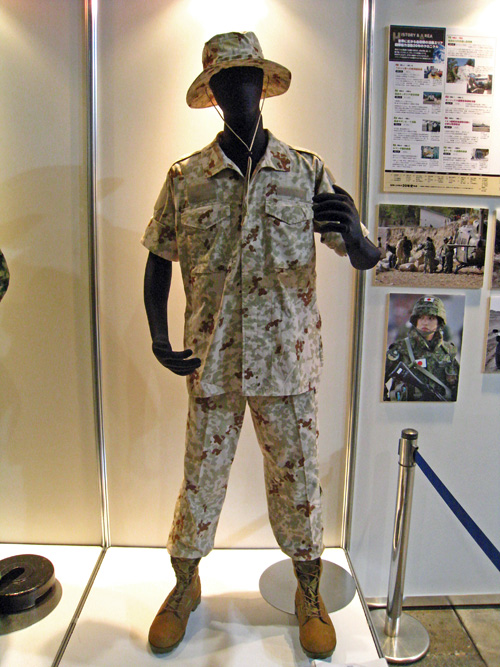
砂漠用迷彩服

戦闘装着セットではないが、海外派遣部隊の携行品として派遣の間使用され、帰国後は全品回収される。
- 防暑下衣
- 防塵マスク（3M社製民生品）
- サングラス
- 防暑服4型（T:V:C=50:30:20 リップストップ）
- 防暑帽3型
- 防暑帽4型
- 防暑靴3型 - ジャングルブーツ。
- 防暑靴4型 - デザートブーツ。形状は戦闘靴2型と同様であるが、素材が砂漠色の起毛革になり、通気性を良くするため側面に水抜き孔が追加されている。
- 防暑靴下
- 防暑手袋
- 防暑用雨具
- 防寒戦闘服（国際貢献用）
- 防暑服,砂漠用（ジブチ派遣隊員が着用）

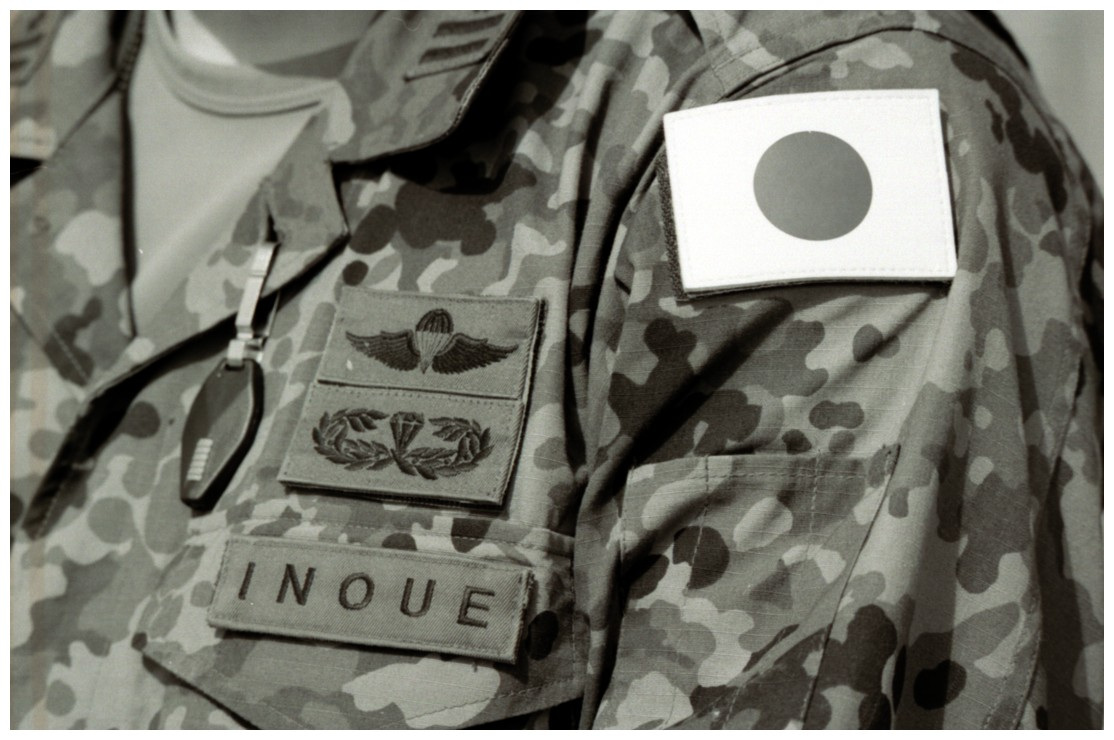
イラク派遣で使用された防暑服4型
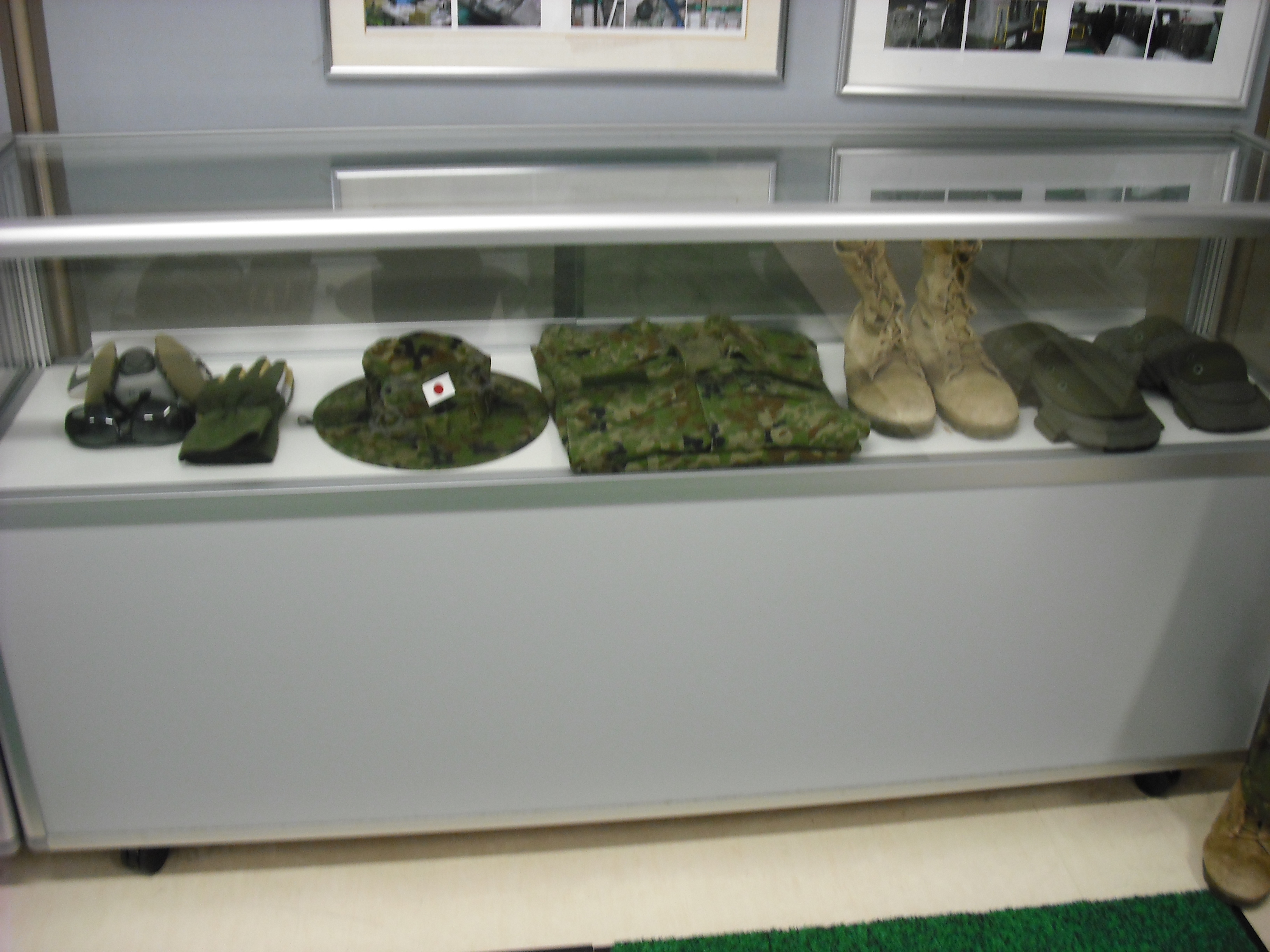
イラク派遣で使用された防暑用戦闘服類（展示物）

## 参考資料
- 内藤 修 , 花井 健朗『オールカラー陸海空自衛隊制服図鑑』並木書房、2006年。ISBN 978-4-89063-199-5。